# Go Figure
Go Figure is een Amerikaanse Disneyfilm uit 2005 onder regie van Francine McDougall en geschreven door Patrick J. Clifton en Beth Rigazio. Jordan Hinson heeft de hoofdrol in de film.
Hoewel verwacht werd dat de film een kassucces zou worden, werd Go Figure niet door velen opgemerkt. Ze maakten zelfs een filmmuziek, waar de band Everlife onder andere voor zong.

## Verhaal
De film vertelt het verhaal van de 14-jarige Katelin die dolgraag een professionele kunstschaatser wil worden.
Katelin oefent al jaren om ooit aan de Olympische Spelen mee te doen bij het onderdeel kunstschaatsen. Ze wordt ontdekt door een Russische coach. Ze wil dolgraag dat zij haar coach wordt, maar heeft niet genoeg geld om haar te betalen. Ze krijgt de kans een beurs te winnen, maar moet hiervoor wel naar Buckston Academy gaan. Hier moet ze ook nog eens een lid worden van het vrouwelijke hockeyteam. Ze vindt het niet leuk en blijkt ook niet goed te zijn in de sport. Door de film heen begint ze het meer te waarderen en wordt er ook beter in. Als ze ontdekt dat de hockeywedstrijd en het kunstschaatsen-tournament op dezelfde dag zijn, is ze gedwongen een keuze te maken.

## Rolverdeling
| Acteur         | Personage           |
| -------------- | ------------------- |
| Jordan Hinson  | Katelin Kingsford   |
| Whitney Sloan  | Hollywood Henderson |
| Cristine Rose  | Natasha Goberman    |
| Ryan Malgarini | Bradley Kingsford   |
| Tania Gunadi   | Mojo                |
| Jake Abel      | Spencer             |

## Prijzen
- De film werd genomineerd voor een Young Artist Award voor Beste Televisiefilm.

## Trivia
- De film zou eigenlijk Stick It heten.
- Stephanie Rosenthal was een stuntschaatser voor de film die later werkelijk naar de Nationals ging.